# 憲章武器鬥牛犬左輪手槍
鬥牛犬左輪手槍 （英語：Bulldog，以下稱為「鬥牛犬」）是一款由槍械設計師道格·麥克萊納漢（Doug McClenahan）所設計、美国康涅狄格州谢尔顿市槍械公司憲章武器公司生產的5發傳統雙動操作扳機式左轮手枪，於1973年推出至今，發射.44 S&W特種彈和.357 S&W麥格農口徑手枪子彈。
這是1980年代最暢銷的槍械，亦被認為是憲章武器公司的商標武器。自從它推出以來，鬥牛犬由四家不同的公司生產。

## 歷史
鬥牛犬的第一代版本由憲章武器公司的創辦人道格·麥克萊納漢所設計，然後在1973年推出。它是在1970年代和1980年代間美國最暢銷的武器之一。它的設計和操作方式在當時而言都非常現代化，並引起了槍械界媒體和戰鬥射手的關注。到1980年代中期，已經生產了50多萬把，每年生產近37,000把。但自1992年，最初的生產商憲章武器公司破產以來，鬥牛犬已經多度遭遇停產狀況。
過了一段時間，生產商在Charco（憲章武器公司的子公司）的商標以下再度開始生產。該公司其後也申請破產，而且在這期間生產的型號亦表現出明顯的生產缺陷。隨後它由“憲章2000”再度生產；儘管它使用一整件式槍管、準星及退殼頂桿護罩組成部件改進了武器，但這家公司也失敗了。最初型號並無退殼桿護罩，而铝製準星是以焊接裝在槍管以上。
2007年6月，具有新功能版本的鬥牛犬由另一家、同樣名為憲章武器的公司生產，但這次由MKS Supply分銷發售。
鬥牛犬曾被臭名昭著的連環殺手大卫·伯克维兹（又稱“.44口徑殺手”和“山姆之子”）所使用，據報他在1976至1977年期間使用.44 S&W特種彈口徑的鬥牛犬在紐約市內（直到在他因違規停車而被捕以前）作出一系列殘酷的襲擊和謀殺事件。

## 描述
與大多數憲章武器的武器一樣，鬥牛犬是一種價格相對便宜但可以維修，毫無裝飾的短槍管左輪手槍。它的設計讓其很容易就可隱藏起來，因為它的體積很小，而且還可發射“大口徑”彈藥。鬥牛犬並無鋒利的邊緣，讓該武器很容易收藏在皮套或口袋裡。鬥牛犬是一把實心底把的傳統雙動操作扳機式左輪手槍，所裝有5發式弹巢的可以通過推動該槍左側的釋放滑閥，或是最初型號時通過拉動退殼頂桿擺出打開。它具有凹面式瞄準具。無論在單動和雙動操作模式以下，它的扳機扣力都很輕。如果由於擊發次數較多而導致大量殘留物在左輪手槍內部堆積起來，還可以取下彈巢支撐臂的轉軸螺釘並將彈巢從該槍中拉出來以進行清潔。大多數評論家都認為鬥牛犬的最佳用途是自我防衛。

### 性能
鬥牛犬的準確性得益於其扳機扣力。根據評論，它在作為一把那樣尺寸和類型的左輪手槍而言比預期更為準確，但可能還不足以被稱為“準確”的武器。
當該槍正在擊發時，擊錘事實上並非直接撞擊撞針。在正常的擊發情況以下，當扳機被扣動時，一條被稱為傳遞桿的小鋼棒會被抬起，將其放置在撞針和擊錘本身之間的位置。回轉的擊錘撞擊傳遞桿，而後者反過來撞擊撞針，繼而擊發武器以內的彈藥。若果擊錘回轉時扳機並未被扣動過，就因傳遞桿本身未到位而令武器不會擊發。

### 彈藥
鬥牛犬顯然是用於發射輕型而高速的彈頭，以及不太準確的較重但較慢的彈頭。在發射大多數彈藥類型時，其槍口初速趨於705至1,000英尺／秒（單位換算以後分別為214.88和304.8米／秒）。在自衛用途時，Blazer 200格令（11.34克）「金點」彈藥顯然是鬥牛犬的首選。據報告，如果要將鬥牛犬用於狩獵，最有效的是240或250格令（13.61或14.17克）SWC型彈藥。使用這種類型的彈頭射擊時，火力非常強大，貫穿力亦很強，但後座力很容易應付。其他彈藥類型要么後座力較弱，要么反過來過強。

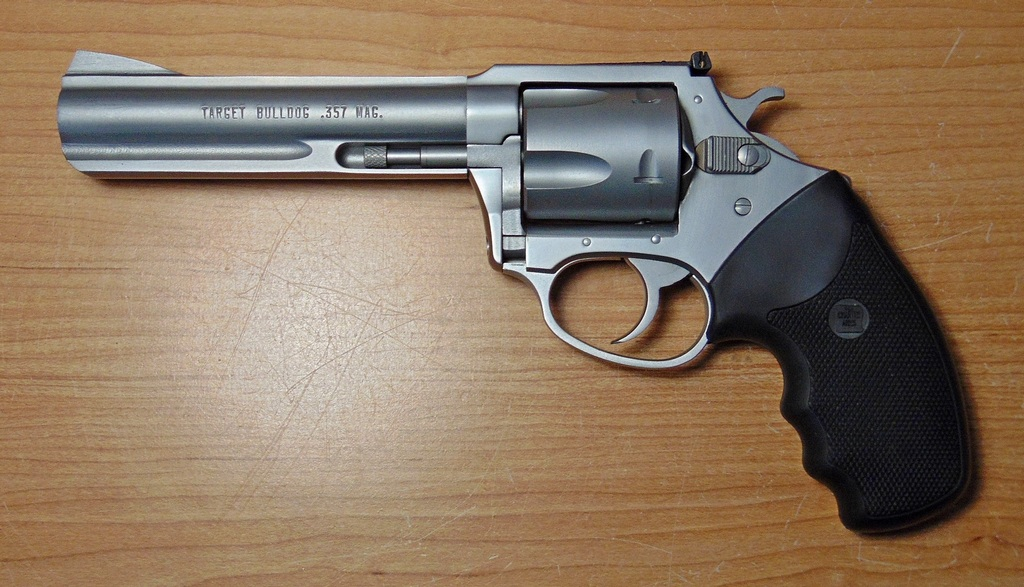
.357口徑憲章武器靶子型鬥牛犬

## 型號
目前已經生產五種鬥牛犬的型號，可讓客戶選擇：.44 S&W特種彈或.357 S&W麥格農、槍全長170.18毫米（6.7英吋）或182.88毫米（7.2英吋）、以及槍管長度介乎於2.2英吋（55.88毫米）至4.2英吋（106.68毫米）所有鬥牛犬的型號都裝有5發式的弹巢。目前，憲章武器公司只提供其14420、7420和74421版本。憲章武器的警用臥底手槍也可以被視為鬥牛犬的衍生型，因為它使用相同的底把型號所生產，但它的口徑不同，並且它製成得與憲章武器的臥底手槍相似。
| 衍生型      | 口徑           | 長度                  | 槍管長度             | 重量                 | 彈藥容量 | 握把   | 擊錘         |
| ----------- | -------------- | --------------------- | -------------------- | -------------------- | -------- | ------ | ------------ |
| Model 13520 | .357 S&W麥格農 | 170.18毫米（6.7英吋） | 55.88毫米（2.2英吋） | 618.02克（21.8盎司） | 5發弹巢  | 全尺寸 | 傳統雙動操作 |
| Model 14420 | .44 S&W特種彈  | 182.88毫米（7.2英吋） | 63.5毫米（2.5英吋）  | 618.02克（21.8盎司） | 5發弹巢  | 全尺寸 | 傳統雙動操作 |
| Model 73520 | .357 S&W麥格農 | 170.18毫米（6.7英吋） | 55.88毫米（2.2英吋） | 569.83克（20.1盎司） | 5發弹巢  | 全尺寸 | 傳統雙動操作 |
| Model 74420 | .44 S&W特種彈  | 182.88毫米（7.2英吋） | 2.5英吋（63.5毫米）  | 569.83克（20.1盎司） | 5發弹巢  | 全尺寸 | 傳統雙動操作 |
| Model 74421 | .44 S&W特種彈  | 182.88毫米（7.2英吋） | 2.5英吋（63.5毫米）  | 618.02克（21.8盎司） | 5發弹巢  | 全尺寸 | 純雙動操作   |

## 流行文化

### 电影
- 1984年—：被修改為LAPD 2019爆能槍，由退職警察瑞克·戴克（Rick Deckard，哈里森·福特飾演）所使用。
- 1986年—：為.44口徑型，由威爾·葛拉漢（英语：Will Graham (character)）（威廉·彼德森飾演）所使用。
- 1995年—：由劫車者（金·高斯飾演）用以威脅麥克·勞里警探。
- 1995年—：由威廉·科克倫（威廉·佛塞飾演）所使用，威廉死後被麥迪遜·卡特（凱利·林奇（英语：Kelly Lynch）飾演）奪取。
- 2012年—：為.44口徑短槍管型，由釋廣德（龍阮飾演）所使用。

### 电視劇
- 1984年—《神探亨特》：1988年1月5日第4季第12集（播出順序為第76集）「叛變」（英語：Renegade），由帕克·雷耶斯的手下奇科·戈麥斯（吉爾伯特·德·拉·佩納飾演）所使用。

## 資料來源
1. ↑  . Charter Arms. （原始内容存档于2015-12-20）.
2. ↑  . Charter Arms. （原始内容存档于2015-12-06）.
3. ↑  . Charter Arms. （原始内容存档于2015-12-22）.
4. ↑  Williams, Dick. . Guns and Hunting.   [2008-04-04]. （原始内容存档于2008-03-12）.
5. 1 2 3 4 5 6  Quinn, Jeff. . www.gunblast.com.   [2008-03-11]. （原始内容存档于2008-03-10）.
6. 1 2 3 4 5 6 7  Trzoneic, Stan. . Guns & Ammo. January 2008  [2008-03-07]. （原始内容存档于2008-03-04）.
7. 1 2 3 4 5  McNab, p. 74
8. ↑  . www.gunweek.com.   [2007-10-15]. （原始内容存档于2006年11月15日）.
9. 1 2 3  Chris Luchini and Norman F. Johnson. . rec.guns.   [2008-04-04]. （原始内容存档于2008-03-10）.
10. 1 2 3 4  . www.thegunzone.com.   [2007-10-28]. （原始内容存档于2007-08-21）.
11. ↑  . www.mkssupply.com.   [2007-10-28]. （原始内容存档于2007-10-16）.
12. ↑  . www.allserialkillers.com.   [2007-10-15]. （原始内容存档于2007-10-11）.
13. 1 2 3  M.L. McPherson. . www.levergun.com.   [2007-10-15]. （原始内容存档于2007-11-07）.
14. 1 2 3 4 5 6 7 8   (PDF). www.charterfirearms.com.   [2007-10-15]. （原始内容 (PDF)存档于2008-07-08）.
15. 1 2 3 4 5 6 7 8 9  . www.charterfirearms.com.   [2007-10-15]. （原始内容存档于2007-10-14）.
16. ↑  . www.charterfirearms.com.   [2007-10-25]. （原始内容存档于2007-10-11）.

## 外部連結
- （英文）—官方网站